# Ctenomys yolandae
Ctenomys yolandae là một loài động vật có vú trong họ Ctenomyidae, bộ Gặm nhấm. Loài này được Contreras & Berry mô tả năm 1984.